# Ostatni pasażer
Ostatni pasażer (ang. Last Passenger) – brytyjski thriller z gatunku akcja z 2013 roku w reżyserii Omida Nooshina. Wyprodukowana przez wytwórnię Kaleidoscope.
Premiera filmu miała miejsce 8 maja 2013 w Wielkiej Brytanii.

## Opis fabuły
Akcja filmu rozgrywa się w Londynie. Doktor Lewis Shaler (Dougray Scott) po ciężkim dniu pracy wsiada z synem do podmiejskiego pociągu, który jedzie w kierunku ich miasteczka. Wewnątrz panuje senna atmosfera, gdyż to ostatnie połączenie tego dnia. Niespodziewanie okazuje się, że jeden z pasażerów to szaleniec, który zabija konduktora i wyrzuca maszynistę. Zamierza on zabić wszystkich pasażerów.

## Obsada
Źródło: Filmweb
- Dougray Scott jako Lewis Shaler
- David Schofield jako Peter Carmichael
- Kara Tointon jako Sarah Barwell
- Iddo Goldberg jako Jan Klimowski
- Lindsay Duncan jako Elaine Middleton
- Joshua Kaynama jako Max Shaler
- Samuel Geker-Kawle jako konduktor

i inni.

## Nagrody i nominacje
Źródło: Filmweb
| Rok  | Miejsce                         | Nagroda           | Kategoria                                               | Odbiorcy i nominowani | Wynik     |
| ---- | ------------------------------- | ----------------- | ------------------------------------------------------- | --------------------- | --------- |
| 2013 | British Independent Film Awards | Nagroda Specjalna | Nagroda im. Douglasa Hickoxa dla debiutującego reżysera | Omid Nooshin          | Nominacja |